# Hvězda na čele Jiřího Wolkera
Hvězda na čele Jiřího Wolkera, román Josefa Chetha Novotného s podtitulem román a traktát o básníkovi Jiřím Wolkerovi vydaný pražským nakladatelstvím Jana Toužimského v prosinci 1933 (7. svazek edice Romány, které napsal život) u příležitosti 10. výročí Wolkerovy smrti.

## O románu
Novotný v románu zachycuje život Jiřího Wolkera od jeho dětství až po poslední dny, nejvíce prostoru je věnováno letům 1918-1921, které měly největší vliv na formování Jiřího Wolkera jako básníka a autora Hosta do domu.
Jiří Wolker je v knize vyobrazen jako milovník přírody, básník nesvázaný žádným literárním směrem, básník originální poetiky; Novotný Wolkera označuje za apoštola lásky, za rytíře ze Svatého Kopečku (George Wolker, lord of Saint Hillock; zároveň poukazuje na rytířský původ rodu Wolkerů), za Nesrozumitelného svatého, kterému se zjevuje Panna Marie i Bůh (důraz je zde kladen na Wolkerovu víru v Boha). Novotný se v románu pouští také do rozboru Wolkerova díla (odtud podtitul knihy román a traktát), a to vybraných básní ze sbírek Host do domu a Těžká hodina a některých částí básně Svatého Kopečku; srovnává kvalitu obou sbírek, která vyznívá výrazně ve prospěch první z nich. Podle názoru Novotného byl Wolker během pražských studií negativně ovlivněn svými literárními současníky a přáteli, v románu tzv. padlými anděli, z pochopitelných důvodů skrytými pod pseudonymy (viz seznam níže); Novotný jim klade za vinu, že apoštola lásky, čistého anděla a jedinečného básníka Hosta do domu svedli na scestí a zapříčinili tak jeho andělský pád a „nazeměvstoupení“ (tj. úpadek tvorby, jež se projevil v Těžké v hodině). V románu je zmínka i o příslušnících starší literární generace (S. K. Neumann, František Zavřel, Karel Toman či F. X. Šalda).
Postavy andělů
- anděl Autosugest (Antonín Matěj Píša)
- anděl Feminal (Konstantin Biebl)
- anděl Frasistant (neurčeno)
- anděl Kokainax (Vítězslav Nezval)
- anděl Melanchol (Zdeněk Kalista)
- anděl Nostalg (Karel Teige)
- anděl Quasivillon (Svatopluk Kadlec)
- Beďár Vokatý (Bartoš Vlček?)

## Prameny románu
Při psaní románu Novotný čerpal ze vzpomínkové literatury o Wolkerovi – především z knihy Zdeňka Kalisty Kamarád Wolker (1933), z Nezvalovy knihy Wolker (1925) a ze sborníčku In memoriam Jiřího Wolkera (1924), do něhož Nezval s Kalistou přispěli – dále z básníkovy korespondence a z jeho deníků, okrajově také z dobových literárních kritik Wolkerovy tvorby. Z některých pramenů Novotný doslovně citoval (např. dopisy, deníkové záznamy, básně), jiné parafrázoval, jiné zase (a to byl případ Kalistových a Nezvalových vzpomínek) záměrně dezinterpretoval a významově přetvářel.

## Ohlasy
Román Hvězda na čele Jiřího Wolkera byl dobovým tiskem poměrně dobře přijat, zato kriticky až pohrdavě se o něm vyjádřili „padlí andělé“ a Wolkerovi přátelé Vítězslav Nezval a Zdeněk Kalista. Básníkova matka Zdena Wolkerová byla však s románem spokojena, jak lze soudit podle jejího dopisu Novotnému: „Děkuji Vám za tuto knihu, vždyť je jen zbožněním a láskou k básníku Wolkerovi. Přečtla jsem ji s velkým zájmem a divila se místy velmi podrobné informaci spisovatelově o různých detailech z života svého syna.“

### Ohlasy Wolkerových přátel
Wolkerovi přátelé Vítězslav Nezval a Zdeněk Kalista proti románu vystoupili: nelíbilo se jim, jakým způsobem Novotný románově zpracoval jejich vzpomínky na Jiřího Wolkera, a – i když to nepřiznali – jak nelichotivě je v postavách andělů Kokainaxe a Melanchola vyobrazil.
Vítězslav Nezval: „…jakýsi kýčařský román, jenž těžil z popularity básníkovy slávy, aby se vetřel na knihkupecký trh.“
Zdeněk Kalista: „…cítím tak trochu povinnost říci pár slov o této nevkusné knize: Jeť tento ‚román‘ dějově z valné části kompilativním zcizením mých vzpomínek na Jiřího Wolkera, o kterých zmiňuje se Lumír na jiném místě. Autor ovšem pojal Wolkera ‚po svém‘, vylíčiv ho jako ‚Fausta‘ a položiv důraz na domnělý ‚magický‘ základ jeho básnické tvorby – a také z doslechů, posbíraných kdesi mezi literárními klevetníky, místy doplnil svoje prameny, nanášeje do nich, pokud možná, křiklavější barvy nad prostou skutečnost – v podstatě však nepřináší jeho kniha pro poznání Wolkera nad dosavadní literaturu zhola nic. Naopak: ve většině případů úplně skresluje jeho portret vyloženými nepravdami (neznaje autora, nemohu říci lžemi) a mate čtenáře, který by chtěl proniknout – třeba románovou cestou – do nitra mladého poety. Celkem nejvíc mne na knize zajímala osoba autorova: zdá se mi, že za J. Ch. Novotným se skrývá nějaký pseudonym, který neměl dost odvahy vystoupit se svým románem a traktátem otevřeně na světlo a snad chtěl také použít příležitosti, aby ze své skrýše poslal nějakou malou provinciální pomstu za různými lidmi z bývalého okolí Wolkerova. Buď však jak buď – jeho ‚román‘ třeba odmítnouti jako věc zcela špatnou a mizernou – a to jak se stanoviska literárněestetického, kde jeví se nám jako ubohá slátanina z cizích a jen povrchově přejímaných údajů, tak se stanoviska literárně historického, kde opět špatným, doslechy skresleným a ‚románovým‘ pojetím, dokonale zbabraným studiem objektu mění se takřka v karikaturu skutečnosti. ‚Hvězda na čele Jiřího Wolkera‘ znamená nejhorší uctění památky Jiřího, jaké si bylo možno představit.“

### Ohlasy v tisku
Večer: „Z wolkerovské literatury, doposud vzpomínkové nebo literárně kritické, je zajisté nejzajímavější kniha Hvězda na čele Jiřího Wolkera. Autor, J. Ch. Novotný, předvádí na základě životopisných a memoirových pramenů život Wolkerův románově, jako jedinečný film prožitý mladým básníkem poválečné generace. – Objevuje v něm po prvé nejpravděpodobnější vysvětlení oné lidské tragedie a básnického přelomu Jiřího, hlubiny jeho tvůrčího úsilí, jejichž pravý obsah byl neustále nevysvětlitelným tajemstvím.“
Nová politika: „Má to býti román Wolkerova života, je to ale spíše rozbor jeho životního díla a boje, kus reportáže a autobiografie, prohřáté upřímným obdivem a bratrskou úctou, je to kniha vroucího prozáření básníkova díla, poctivých snah vykresliti Wolkerův život pietně a jasně, kniha, z níž vycítíte Wolkerovu velikost, jeho vzrůst i krutou a pomalou cestu, vedoucí na Golgatu smrti.“